# キャシディー・ライリー
キャシディー・ライリー（Cassidy Reilly、1976年11月21日 - ）は、アメリカ合衆国のプロレスラー。ルイジアナ州ウェストモンロー出身。

## 来歴
6歳のときにアブドーラ・ザ・ブッチャーの写真を見たことや、8歳の時に母親と叔母にクリスマスプレゼントでレスリングのタイツをもらったことでプロレスに興味を持ち始め、ライリーはダラスでロリー・デュード、テリー・テイラー、トミー・ロジャースの元で8ヶ月トレーニングを積み、1995年にテネシー州ブライトンでデビューして北部のインディー団体で活動をするようになる。1999年にはNWAミシシッピやナッシュビルに拠点を置くミュージック・シティ・レスリング（Music City Wrestling）に参戦している。MCWではエア・パリスと共にMCWタッグチーム王座を獲得している。しかしパリスはWCWと契約してしまったためにチームは解散となる。その後はバート・プレンティスのUSAチャンピオンシップ・レスリングで活動をし、2000年に入るとWCWプレンティスと共にナッシュビルでWCWのレスラーを育成をしつつレスラーとして活動するようになり、WCWがWWFに買収されるまでレスラーとトレーナーを続けていた。
WCW離脱後は新たにチェイス・スティーブンスとタッグを組み、ホットショッツ（Hotshots）を結成、2002年7月にTNAとフルタイムでの契約を交わし、アメリカ・モスト・ウォンテッドと抗争を開始するも10月にリング外でのトラブルを起こしたために一時的にTNAから離脱してしまう。2004年に復帰し、レイヴェンと抗争をした後にダスティ・ローデスとタッグを組むようになるもダスティがTNAを離脱したためにシングルで活動するようになる。
2005年7月上旬になるとアビスとの試合後にリンチをされているとレイヴェンが救出にくるもののアビスに返り討ちにされてしまう。レイヴェンと共闘体制をとるようになり、中旬におこなれたNo Surrenderではレイヴェンの服装（グランジスタイル）で観客席に登場している。PPV終了後はジェフ・ジャレットとライノに狙いを定めて行動していた。8月のSacrificeや9月のUnbreakableではレイヴェンのセコンドとして登場している。レイヴェンがラリー・ズビスコと抗争を開始したためにレイヴェンを援護する意味で抗争へ参加するものの2007年初頭にTNAから離脱している。
TNA離脱後はWWEのECWにジョバーとして参戦、マーカス・コー・ヴァンと対戦している。その後WWEとディベロップメント契約を交わし、下部組織であるオハイオ・バレー・レスリング(Ohio Valley Wrestking）でキャシディ（Kassidy）・ライリーのリングネームで活動するようになる。弟のK.C.ジェームズとのタッグで1度はタッグ王座を獲得するものの特に活躍をするわけではなく、2008年2月に解雇されている。

## 得意技
- フィッシャーマンDDT
- スーパーキック
- ジャーマン・スーププレックス
- ハンドスプリング・バック・エルボー
- シューティングスター・プレス
- スプリングボード・ムーンサルト
- スリーパー・ホールド

## 獲得タイトル
ACW（Alternative Championship Wrestling）
- ACWヘビー級王座 :1回

NWA Main Event
- NWA北部アメリカン・タッグチーム王座 :1回（w/エア・パリス）

NWA Ring Warriors
- NWA Ring Warriorsグローバル・タッグリーム王座 :1回（w/ウェス・ブリスコ）

OVW（Ohio Valley Wrestling）
- OVW南部タッグチーム王座 :4回（w/K.C.ジェームズ）

SGWF（South's Greatest Wrestling Fans）
- SGWF Television Championship :1回

USACW（USA Championship Wrestling）
- USACWヘビー級王座 :19回

WWC（World Wrestling Council）
- WWC世界タッグチーム王座 :1回（w/ジェームズ・ストーム）

その他
- UWFライト級王座 :1回